# Aissa Belaout
Aïssa Belaout, né le 12 août 1968, est un athlète algérien pratiquant le demi-fond.
En 1993, il est médaille d'argent des Jeux méditerranéens sur 5 000 mètres derrière Thierry Pantel.
Il a participé aux jeux olympiques de 1992 et de 1996. En 1996, il termine quinzième du 5 000 mètres des Jeux olympiques d'Atlanta.

## Palmarès
| Date | Compétition         | Lieu     | Résultat | Épreuve | Performance    |
| ---- | ------------------- | -------- | -------- | ------- | -------------- |
| 1993 | Jeux méditerranéens | Narbonne | 2e       | 5 000 m | 13 min 41 s 65 |
| 1996 | Jeux olympiques     | Atlanta  | 15e      | 5 000 m | 14 min 06 s 52 |

## Records
| Épreuve | Temps          | Date           | Lieu              |
| ------- | -------------- | -------------- | ----------------- |
| 800 m   | 1 min 52 s 94  | 22 juin 2006   | Alger             |
| 1 500 m | 3 min 38 s 64  | 5 juillet 1993 | Stockholm         |
| 3 000 m | 7 min 38 s 70  | 7 août 1993    | Monaco            |
| 5 000 m | 13 min 08 s 03 | 2 juillet 1993 | Villeneuve-d'Ascq |